# Michał Bergson
Michał Bergson (eigentl. Bereksohn) (* 20. Mai 1820 in Warschau; † 9. März 1898 in London) war ein polnischer Pianist und Komponist.

## Leben
Bergson stammt aus einer bedeutenden jüdischen Warschauer Familie. Er studierte in Dessau bei Friedrich Schneider sowie in Berlin bei Carl Friedrich Rungenhagen und Wilhelm Taubert. In den Jahren 1837/38 korrespondierte er mit Robert Schumann. Anschließend lebte er überwiegend in Paris und London. Um 1857 heiratete er die aus Yorkshire stammende Catherine Lewinson (1830–1928) und wurde 1863 Professor am Konservatorium in Genf, dessen Leitung er einige Jahre darauf übernahm.

## Familie
Er hatte sieben Kinder, darunter den Philosophen und Literaturnobelpreisträger Henri Bergson (1859–1941) und die Okkultistin Moina Mathers geb. Bergson (1865–1928).

## Werke (Auswahl)
- op. 1: 4 Mazurkas für Klavier, Berlin: Schlesinger 1839
- op. 10 (mit Iwan Müller): Grand Duo brillant für Klarinette und Klavier, Leipzig: Hofmeister 1844
- op. 21: Le Rhin (Rheinfahrt). Morceau caractéristique für Klavier, Hamburg: Schuberth & Co. 1851
- op. 44: Un Orage dans les Lagunes. Sérénade vénitienne für Klavier, Leipzig: Hofmeister 1858
- op. 48: 2 Mazurkas für Klavier, Hamburg: Böhme 1855
- op. 60: Les Caractéristiques. Etudes de Style et de Perfectionnement, Leipzig: Rieter-Biedermann 1865
- op. 60 12 nouvelles Etudes caractéristiques für Klavier, Leipzig: Rieter-Biedermann 1879
- op. 62: 12 Grandes Etudes für Klavier
- op. 65: Ecole du Méchanisme. Eléments de l’Art du Pianiste für Klavier, Schott: Mainz 1867
- Luisa di Montfort, Oper (uraufgeführt 1847)
- Salvator Rosa, Oper
- Qui va à la chasse, perd sa place, Operette (1859)